# Bipalium graffi
Bipalium graffi és una espècie de planària terrestre predadora nadíua de Borneo, Indonèsia. El cos és allargat i el cap presenta forma de semilluna.